# Sint-Elisabethsmolen
De Sint-Elisabethsmolen was een watermolen op de Leubeek die heeft toebehoord aan het Klooster Sint-Elisabethsdal. Van deze molen is nog slechts een bouwval over.
De oudste vermelding van de molen stamt uit 1278. Toen kreeg het klooster toestemming van de heer van Horn om de watermolen van Roggel op de Roggelse Beek af te breken en bij het klooster weer op te richten. De molen was eigendom van het klooster maar dit moest voor het gebruik cijns aan de heer betalen. Het was een dwangmolen en in 1416 werd nog eens verordonneerd dat het hele dorp Roggel sal malen op dye moelen. De echtheid van dit document werd later in twijfel getrokken: de boeren maalden liever op de Leumolen.
In 1796 werd het klooster door de Fransen opgeheven en de molen verbeurdverklaard en verkocht. In 1840 werd ze vervangen door een stenen molen die groter was dan de Leumolen. Ze diende als korenmolen, zaagmolen en oliemolen. In 1844 werd er brand in de molen gesticht, maar de molen werd herbouwd.
Toen in 1944 de bezetter zich terugtrok lag er munitie in de molen opgeslagen. Deze werd door de terugtrekkende troepen tot ontploffing gebracht en de molen werd verwoest. Een ruïne restte.
In 2014 begon men met de renovatie van deze molen. Met de ruïne als basis werd een moderne opbouw vervaardigd, en in 2015 werd daarin een groot, modern, waterrad geplaatst. Dit is verbonden met een generator die elektriciteit opwekt waar onder meer het naastgelegen restaurant gebruik van maakt.